# Mahsenli, Akçakent
Mahsenli là một thị trấn thuộc huyện Akçakent, tỉnh Kırşehir, Thổ Nhĩ Kỳ. Dân số thời điểm năm 2010 là 481 người.